# Araschnia prorsoides
Araschnia prorsoides är en fjärilsart som beskrevs av Blanchard 1871. Araschnia prorsoides ingår i släktet Araschnia och familjen praktfjärilar. Inga underarter finns listade i Catalogue of Life.